# Coky Giedroyc
Mary-Rose Helen "Coky" Giedroyc (O ficheiro de áudio "Kokygiedrowic.ogg" não foi encontrado; nascida em 1962 em Hong Kong) é uma cineasta inglesa.

## Trabalhos
2011 - A Hora (série de TV) 
- Episódio # 1.2 (2011)
- Pilot (2011)
2010 - The Nativity (TV mini-series) 
2010 - Sherlock (série de TV) 
- Unaired Pilot (2010)
2009 - Wuthering Heights (TV) 
2007 - Oliver Twist (série de TV) 
2006 - Medo de Fanny (TV) 
2006  - A Rainha Virgem (TV mini-series) 
- Episódio # 1.4 (2006)
- Episódio # 1.3 (2006)
2004 - Blackpool (TV series) 
- Episódio # 1.6 (2004)
- Episódio # 1.5 (2004)
- Episódio # 1.4 (2004)
2004 - William and Mary (TV series) 
- Episódio # 2.6 (2004)
- Episódio # 2.5 (2004)
2004 - Guerra de Carrie (TV) 
2001-2003 - Murder in Mind (série TV) 
- Echoes (2003)
- Professor (2001)
2000-2002 - Silent Witness (série TV) 
- The Out Fall: Part 2 (2002)
- The Out Fall: Part 1 (2002)
- O Cruzeiro Mundial (2000)
2002 - Helen Oeste (TV series) 
- Shadow Play (2002)
1999 - Mulheres Talking Dirty 
1999 - Murder Most Horrid (série TV) 
- Whoopi Pedra (1999)
1996 - Stella faz truques 
1995 - Aristófanes: Os deuses estão rindo (TV) 
1995 - A vida é uma cadela (TV) 
1995 - Desafio Lloyds Bank Canal Film 4 (série TV) 
- A vida é uma cadela (1995)
1992 - Rock Bottom (TV) 
1992 - Inferno TV (TV especiais)